# Haworthia viscosa
Haworthia viscosa är en grästrädsväxtart som först beskrevs av Carl von Linné, och fick sitt nu gällande namn av Adrian Hardy Haworth. Haworthia viscosa ingår i släktet Haworthia och familjen grästrädsväxter. Inga underarter finns listade i Catalogue of Life.

## Bildgalleri

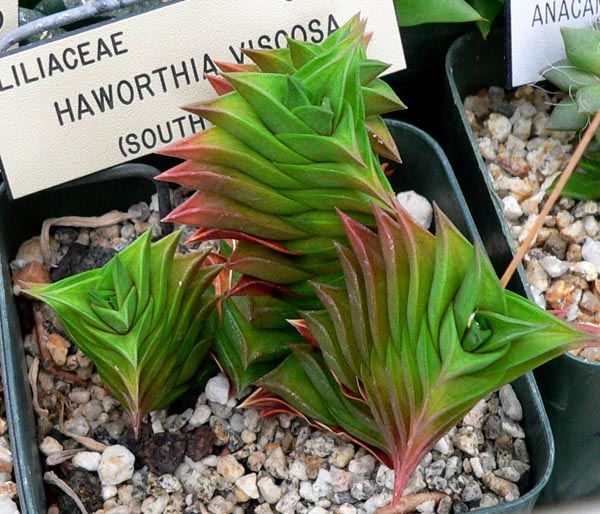
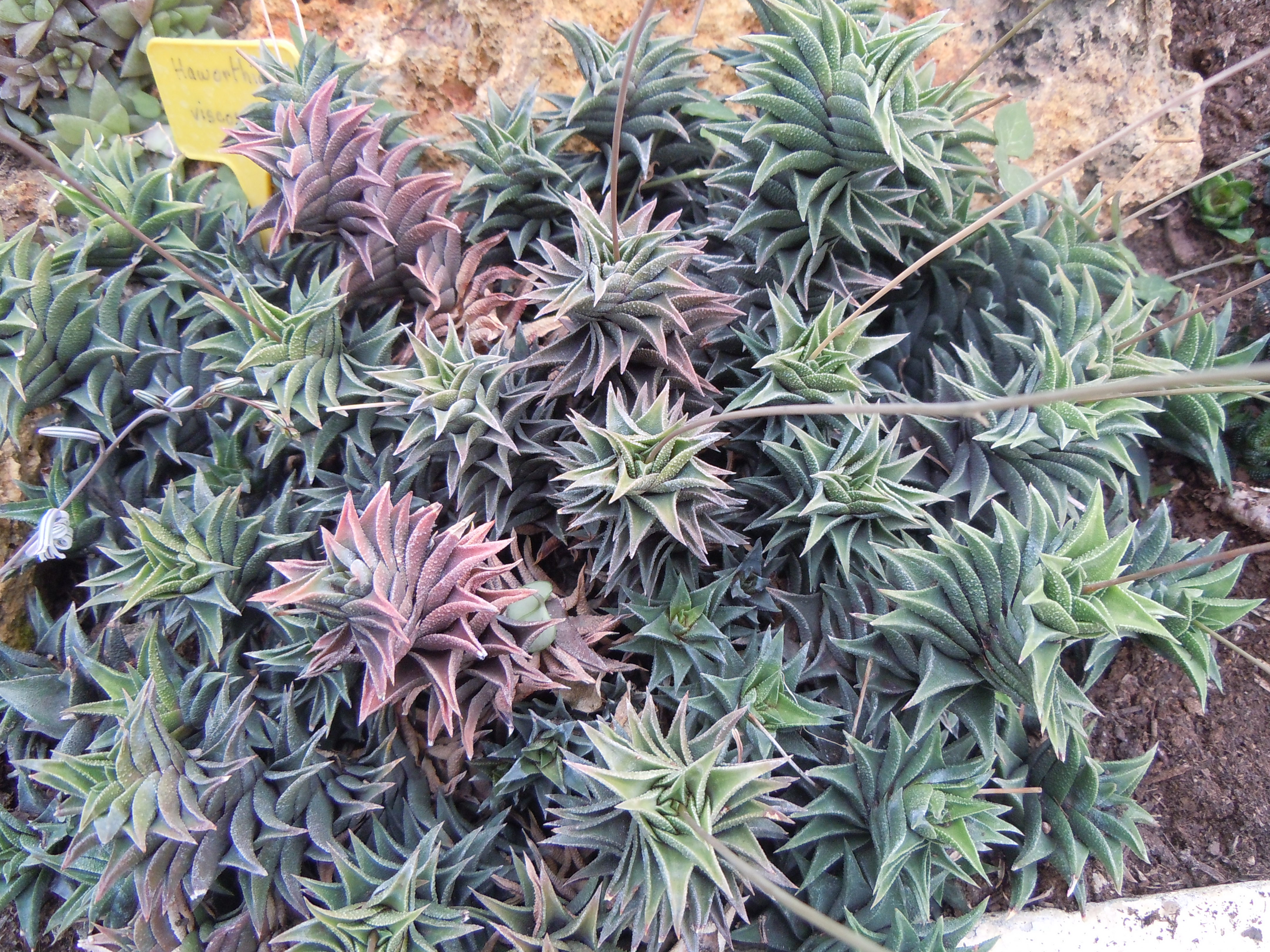
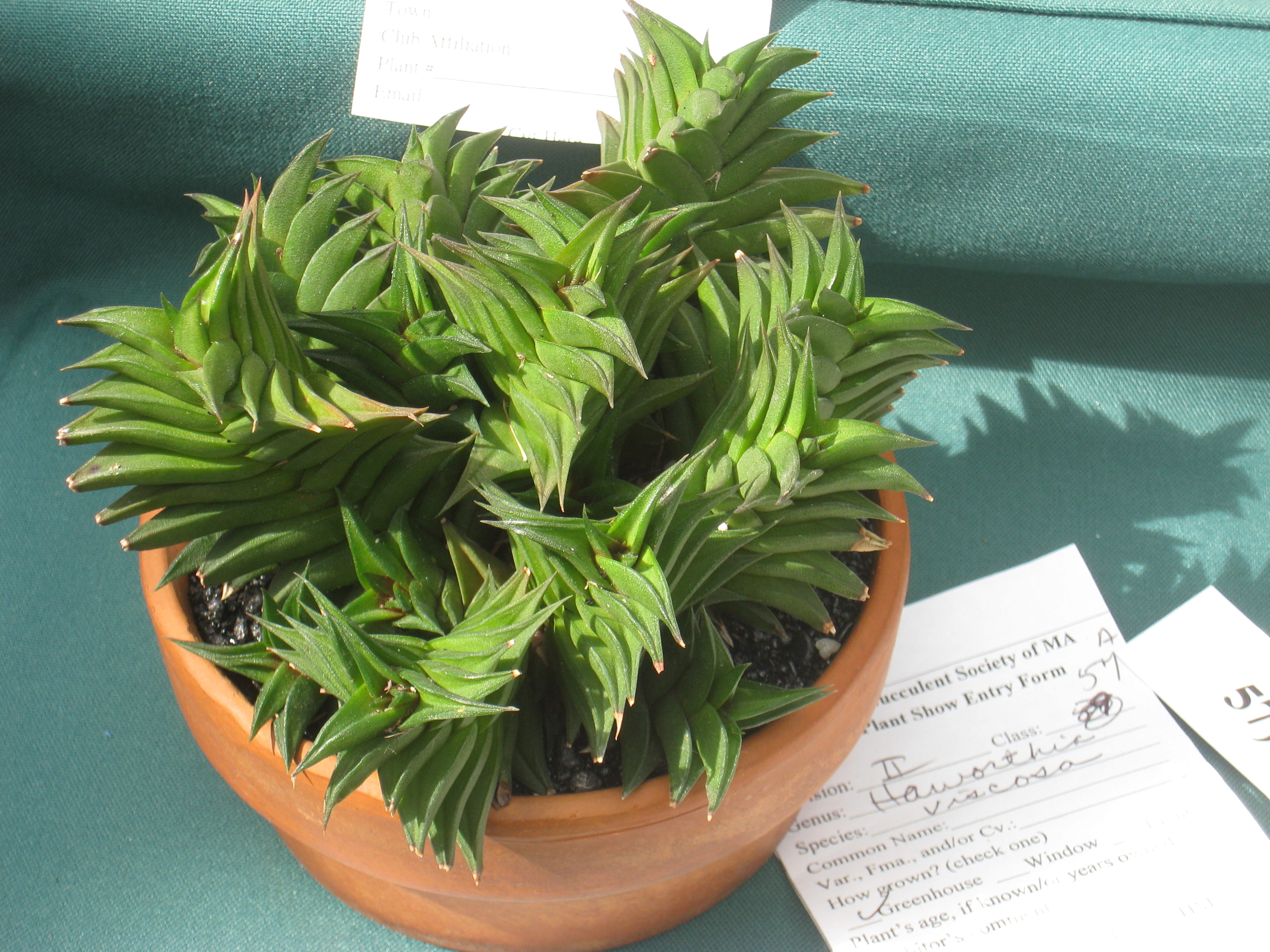
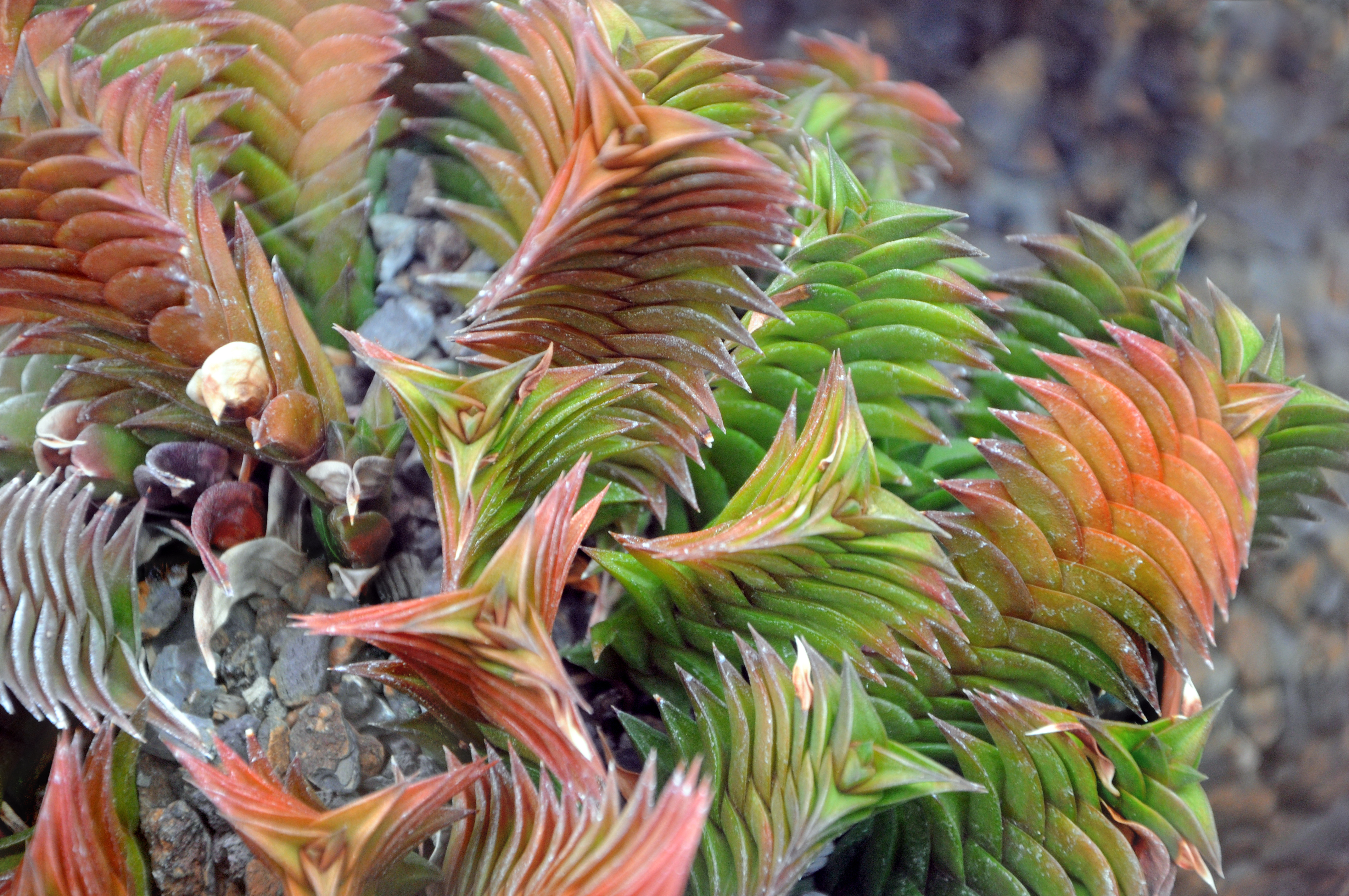